# Milonia brevipes
Espèce
Milonia brevipes est une espèce d'araignées aranéomorphes de la famille des Araneidae.

## Répartition
Cette espèce est endémique de Sumatra en Indonésie.

## Description
La femelle holotype mesure 6 mm.

## Systématique
Le nom valide complet (avec auteur) de ce taxon est Milonia brevipes Thorell, 1890.

### Publication originale
- (it) Thorell, « Studi sui ragni Malesi e Papuani. IV, 1 », Annali del Museo civico di storia naturale di Genova, 1890, vol. 28, p. 1-419 (lire en ligne).